# Tal Ilan

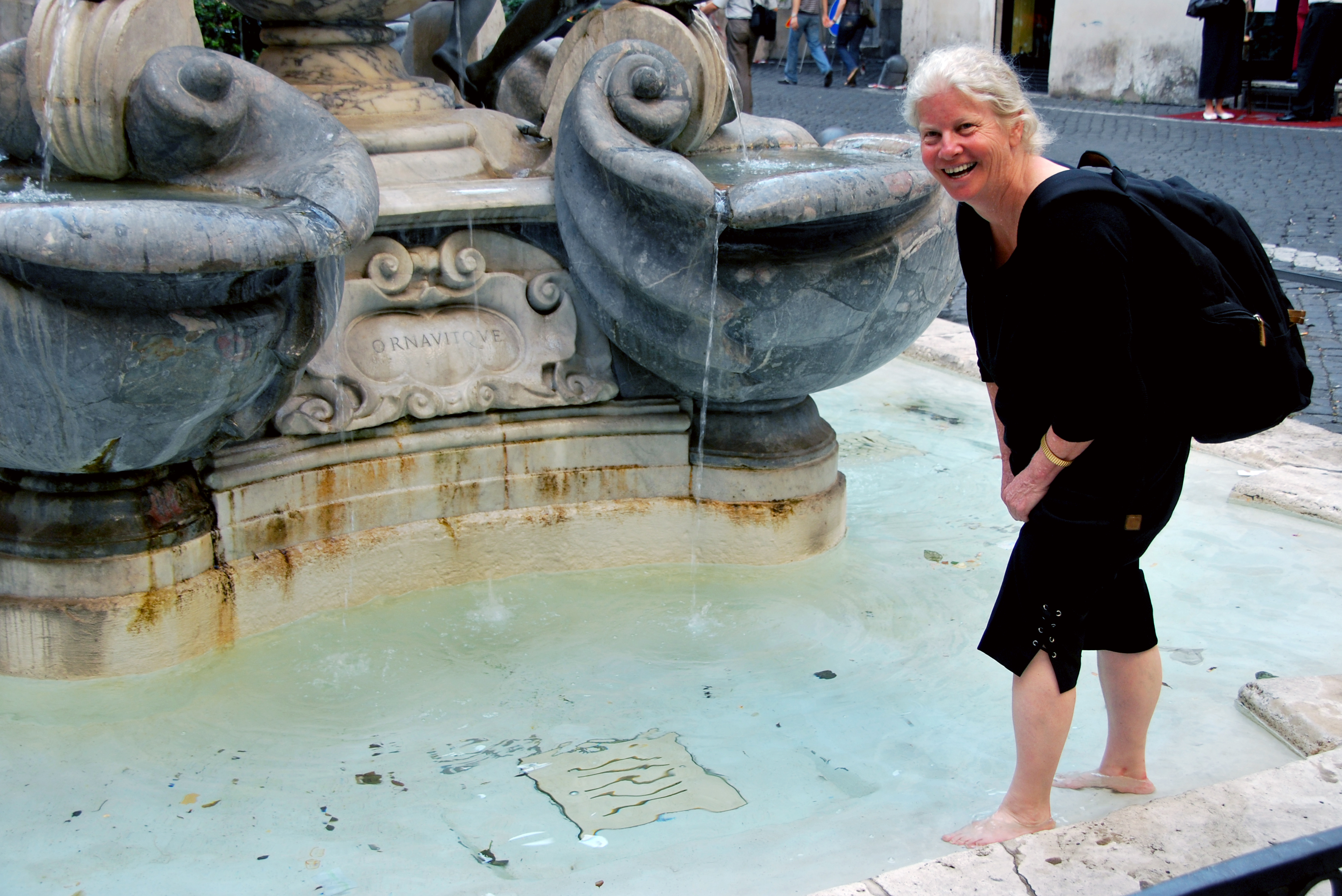
Tal Ilan

Tal Ilan (* 21. Januar 1956 in Lahav) ist eine israelische Historikerin und Judaistin. Sie gilt als Expertin für die jüdische Geschichte der Spätantike.

## Werdegang
Tal Ilan wuchs im Kibbuz Lahav in der Nähe von Be’er Scheva auf. Nach dem Schulbesuch in Israel und England leistete sie von 1975 bis 1977 Militärdienst in den Israelischen Verteidigungsstreitkräften. Ab 1978 studierte sie an der Hebräischen Universität Jerusalem. 1991 promovierte sie mit einer Arbeit zum Thema Jewish Women in Palestine during the Hellenistic-Roman Period (332 BCE–200 CE). Die Dissertation hatte sie unter der Anleitung von Menahem Stern begonnen und nach dessen Tod bei Isaiah Gafni zu Ende geschrieben. Sie lehrte viele Jahre am Fachbereich für Geschichte des jüdischen Volkes der Hebräischen Universität Jerusalem. Gastprofessuren führten sie außerhalb Israels unter anderen an die Universitäten Frankfurt, Oldenburg, Harvard, Yale, Jewish Theological Seminary, Trinity College Dublin, Oxford und Leo Baeck College. Seit 2003 lehrt sie an der Freien Universität Berlin am Institut für Judaistik.
Die Schwerpunkte ihrer Arbeit liegen neben der allgemeinen Geschichte der Spätantike in der Erforschung von Genderaspekten in der Rabbinischen Literatur und der Hebräischen Bibel sowie auf dem Gebiet der jüdischen Onomastik.
Tal Ilan spricht Hebräisch, Englisch und Deutsch. Sie ist verheiratet und hat zwei Kinder.

## Forschungsprojekte
- Lexicon of Jewish Names – Erfassung sämtlicher jüdischer Namen und Personen in der Antike in Palästina und in der Diaspora
- Erstellung eines wissenschaftlichen feministischen Kommentars zur Ordnung Mo’ed („Festzeiten“) des Babylonischen Talmuds
- Mitherausgeberin von lectio difficilior, der ersten Internet-Zeitschrift für feministische Exegese, Hermeneutik und zugeordnete Forschungsbereiche (Altphilologie, Archäologie, Ägyptologie, Vorderasiatische Wissenschaften, Alte Geschichte, Kunstgeschichte, Sozialwissenschaften, Psychologie u. a.) in Europa. Die Zeitschrift bietet Fachartikel, ein Forum für Diskussionen und „work in progress“ sowie Buchhinweise in drei Sprachen (Deutsch, Englisch und Französisch). Lectio difficilior ist überkonfessionell und bietet vor allem europäischen Wissenschaftlerinnen die Möglichkeit, einem speziellen Fachpublikum eigene Forschungsbeiträge ohne lange Wartefristen zur Diskussion zu stellen.

## Publikationen
- Jewish Women in Greco-Roman Palestine. An Inquiry into Image and Status. Mohr Siebeck, Tübingen 1995 (Texte und Studien zum Antiken Judentum. Band 44).
- Mine and Yours are Hers. Retrieving Women’s History from Rabbinic Literature. Brill, Leiden 1997 (Arbeiten zur Geschichte des antiken Judentums und des Urchristentums. Band 41).
- Integrating Jewish Women into Second Temple History. Mohr Siebeck, Tübingen 1999 (Texte und Studien zum Antiken Judentum. Band 76).
- Lexicon of Jewish Names in Late Antiquity. Part I – Palestine 300 BCE–200 CE. Mohr Siebeck, Tübingen 2002 (Texte und Studien zum Antiken Judentum. Band 91).
- Silencing the Queen. The Literary Histories of Shelamzion and other Jewish Women. Mohr Siebeck, Tübingen 2006 (Texte und Studien zum Antiken Judentum. Band 115).
- mit Tamara Or, Dorothea M. Salzer, Christiane Steuer, Irina Wandrey (Hrsg.): A Feminist Commentary to the Babylonian Talmud. Mohr Siebeck, Tübingen 2007ff.
- Lexicon of Jewish Names in Late Antiquity. Part III – The Western Diaspora 330 BCE–650 CE. Mohr Siebeck, Tübingen 2008 (Texte und Studien zum Antiken Judentum. Band 126).